# Stenalia pacholatkoi
Stenalia pacholatkoi es una especie de coleóptero de la familia Mordellidae.

## Distribución geográfica
Habita en Tailandia.